# High and Dry (Radiohead)
High and Dry is een single van Radiohead. Het is afkomstig van hun album The Bends. Het nummer werd eigenlijk opgenomen voor hun album dat daarvoor verscheen, Pablo Honey, maar de band vond het daarop niet passen. Bij het opnemen van The Bends vonden ze het daarbij wel passen. Radiohead koos voor de originele opname, een nieuwe opname werd niet gemaakt. Het nummer ligt in vergelijking tot andere nummers van Radiohead vrij gemakkelijk in het gehoor. Radiohead vond het wel op een nummer van Rod Stewart lijken. Thom Yorke, leadzanger, vond het maar niets ("It’s not bad…it’s very bad"). Hij vertelde daarbij dat ze min of meer gedwongen waren het nummer op The Bends te zetten. Een aantal andere artiesten deelde de mening van Yorke niet. Onder andere Jamie Cullum en actrice/zangeres Emily Osment zongen het. Het was ook te horen in een aantal films, waaronder 50/50.
De single verscheen in een aantal versies: twee cd-singles (met verschillende B-kanten), een 12”-single en een VS-persing.

## Hitnotering
Het stond vier weken in de Britse Single Top 50; hoogste notering een zeventiende plaats. De Nederlandse Top 40, Nederlandse Single Top 100, Belgische VRT Top 30 en Vlaamse Ultratop 50 lieten het passeren.

### NPO Radio 2 Top 2000
Het nummer verscheen pas in de 16e editie voor het eerst in de lijst, waarin ook een aantal andere nummers van Radiohead voor het eerst opdoken.

| Nummer met noteringen in de NPO Radio 2 Top 2000 | '14  | '15  | '16  | '17  | '18  | '19  | '20-'22 | '23  | '24  |
| ------------------------------------------------ | ---- | ---- | ---- | ---- | ---- | ---- | ------- | ---- | ---- |
| High and Dry                                     | 1984 | 1765 | 1818 | 1829 | 1813 | 1959 | -       | 1998 | 1532 |

1. ↑  Een '-' betekent dat het nummer niet was genoteerd en een vetgedrukt getal geeft de hoogste notering aan.
2. ↑  2014 was het eerste jaar met een notering voor dit nummer.